# أنور عبد المالكي
أنور عبد المالكي، ولد في 27 أبريل 1984  بمدينة مكناس، هو لاعب كُرة قدم مغربي، لعب كلاعب خط وسط عن نادي شباب الريف الحسيمي.

## السيرة الذاتية
لعب أنور عبد المالكي مع نادي الفتح الرياضي، وشارك في كأس الكونفيدرالية الأفريقية وكأس السوبر الأفريقي.